# Центрально-Азиатский Союз

Территория предполагаемого союза — 4,003,451 км² (крупнее территории 7-го государства в мире — Индии)

Центральноазиа́тский сою́з (ЦАС) (англ. Central Asian Union; каз. Орталық Азия одағы; каракалп. Orayliq Aziya odaǵı; кирг. Борбордук Азия биримдиги; тадж. Иттиҳоди Осиёи Марказӣ; туркм. Merkezi Aziýa birleşigi; узб. Markaziy Osiyo ittifoqi) — нереализованный и гипотетический проект политико-экономического объединения пяти постсоветских центральноазиатских республик, который предложил создать президент Казахстана Нурсултан Назарбаев 26 апреля 2007 года. В состав союза должны были войти Казахстан, Кыргызстан, Таджикистан, Туркменистан и Узбекистан — страны образующие единую культурно-историческую область Туркестан. Реализация проекта не зашла дальше подписания «Договора о вечной дружбе» между Казахстаном, Узбекистаном и Кыргызстаном, а также планов об образовании зоны свободной торговли. Проект был свёрнут в связи с отсутствием поддержки со стороны президента Узбекистана Ислама Каримова.

## Территория и население
Общая площадь пяти центральноазиатских республик составляет 4,003,451 км² — крупнее территории Индии — 7-го государства мира по территории. Общая территория региона центральноазиатской пятёрки с севера граничит с Российской Федерацией, с востока с Китаем, с юга с Ираном и с Исламским Эмиратом Афганистан, а с запада омывается водами Каспийского моря.
По состоянию на конец 2020 года, общая численность населения пяти центральноазиатских республик составляло около 75 миллионов человек. Это больше населения Франции — 20-го государства мира по численности населения, а также следующих за ней Великобритании, Таиланда, Италии. Численность населения центральноазиатской пятёрки приближается к численности населения Германии, Турции и Ирана. Почти 90 % жителей пяти центральноазиатских республик являются тюркоязычными — говорят на узбекском, казахском, туркменском, киргизском, каракалпакском и татарском языках. Остальные 10 % составляют говорящие на таджикском, русском и других языках. Свыше 90 % населения региона исповедует ислам суннитской направленности.

## Потенциальный состав
| Страна       | Население  | Площадь, км² | ВВП            | ВВП на душу населения |
| ------------ | ---------- | ------------ | -------------- | --------------------- |
| Казахстан    | 20,000,488 | 2,724,900    | $508,642 млрд. | $27,549               |
| Кыргызстан   | 6,000,000  | 199,900      | $24,492 млрд.  | $3,877                |
| Узбекистан   | 36 006 008 | 448 924      | $371 млрд.     | $10, 308              |
| Таджикистан  | 8,610,000  | 143,100      | $27,802 млрд.  | $3,146                |
| Туркменистан | 5,171,943  | 488,100      | $99,6 млрд.    | $18,126               |
| Итого        | 71,869,231 | 4,003,400    | $891,894 млрд. | $12,749               |

## Мнения
- Сторонники союза планировали решить множество вопросов в сфере туризма, безопасности и визового режима в случае его успешного образования и создать альтернативу ОДКБ и китайско-российской Шанхайской организации сотрудничества[4]. Президент Казахстана утверждал, что пять стран Средней Азии могут добиться создания нового единого рынка и единой валюты, а их объединение будет куда более тесным, чем объединение стран ЕС. Сторонники также отрицали факт навязываемого в союзе лидерства Казахстана[5].
- Противники союза считают, что интересы государств слишком различаются, чтобы позволить пяти странам объединиться, и никто не спешит делать первый шаг. В международных рейтингах по политической стабильности и экономическому благосостоянию страны занимают отнюдь не высокие позиции[6]. В Таджикистане раскритиковали проект как неудачную попытку реанимации Центрально-Азиатского экономического сообщества[7].